# Frank Stanmore
Pour les articles homonymes, voir Stanmore.
Frank Stanmore, né à Londres le 10 mars 1877 et mort à Gravesend (Kent) le 15 août 1943, est un acteur anglais. Il est apparu dans 76 films entre 1914 et 1938.

## Filmographie partielle
- 1914 : The Third String (en)
- 1915 : Love in a Wood (en)
- 1916 : The Mother of Dartmoor (en)
- 1916 : Mother Love (en)
- 1916 : An Odd Freak de George Loane Tucker
- 1917 : The Grit of a Jew (en)
- 1921 : The Wonderful Year (en)
- 1922 : Love's Boomerang (en)
- 1922 : The Spanish Jade (en)
- 1923 : Love, Life and Laughter de George Pearson : The Balloon-Blower
- 1923 : The School for Scandal (en)
- 1924 : Lily of the Alley (en)
- 1924 : Reveille (en)
- 1925 : Le Voyou (The Blackguard) de Graham Cutts : Pompouard
- 1925 : Satan's Sister (en)
- 1926 : The Little People (en)
- 1927 : The Only Way (en)
- 1928 : The Hellcat (en)
- 1928 : What Next? (en)
- 1928 : Houp La! (en)
- 1929 : Wait and See (en)
- 1929 : Chamber of Horrors (en) de Walter Summers
- 1929 : Three Men in a Cart (en)
- 1929 : Little Miss London (en)
- 1930 : Red Pearls (en)
- 1930 : You'd Be Surprised! (en)
- 1935 : It's a Bet d'Alexander Esway
- 1936 : I Live Again (en)
- 1936 : La Chasse aux millions (The Amazing Quest of Ernest Bliss) d'Alfred Zeisler : M. Mott (non crédité)